# Прикрашання торта
Прикрашання торта — один з видів цукрового мистецтва, в який входить глазур або інші їстівні декоративні елементи, щоб зробити прості торти візуально цікавішими. Як альтернатива, торти можуть бути відлиті й скульптурні, що нагадують тривимірних персонажів, місця і речі.
Торти прикрашають, щоб відзначити спеціальне свято (наприклад, день народження або весілля). Вони можуть також використовуватися для відзнаки національних та релігійних свят, або використовуватися для просування комерційних підприємств. Проте, торти можуть бути прикрашені майже на будь-який випадок життя.

## Історія
Прикрашання торта виникло в сімнадцятому столітті в Європі. Протягом 1840-х років, поява печі з контрольованою температурою і виробництво порошку для випічки, зробило випічку тортів набагато легшою. Оскільки технологія контролю температури покращилася, підвищилася увага на презентації й розробленні прикраси. Торти почали брати на декоративних формах, які були прикрашені додатковою глазур'ю, що формують візерунки та квіти, а також харчовий барвник використовувався, щоб підкреслити глазур або шари торта. Прикрашати торти, за чутками, стала французька пекарня в 1840 році, коли французький пекар хотів підвищити ціни на торти, отже придумали прикрасити його.
Попри те, що випічки з нуля знизилися в другій половині 20-го століття в Сполучених Штатах, прикрашені торти залишаються важливою частиною урочистостей, таких як весілля, ювілеї, дні народження, душові та інших особливих випадках.
Стіл для пирогів який обертається (або обертальне дно) може бути використаний, коли прикрашається торт.

## Види прикрас
Прикраси для торта можуть розміщуватись на верхній частині торта або навколо тістечок. Прикраси для торта можуть бути виготовлені з харчового матеріалу або харчової безпечної пластмаси.
Мастика, також відома як цукрова паста або готовий рол, існує в багатьох різних кольорах, і нею, як правило, легко обробляти торти, якщо лише один раз добре підготуватися. Вона повинна бути розгорнута з кукурудзяним крохмалем, щоб уникнути прилипання до будь-якої поверхні, а також згладити її. Після того, як вона повністю гладка і досить тонка, декоратори тортів здатні формувати помаду на безліч різних художніх витворів. Багато з цих витворів, також викладається на професійних курсах по прикрашанню тортів. мастика в основному використовуються для покриття тістечок, але вона також використовується для створення індивідуальної частинки для пирогів.
Королівська глазур це солодка біла глазур зроблена зі свіжих яєчних білків (або порошкоподібних яєчних білків, безе порошку) з цукровою пудрою. Королівська глазур забезпечує чіткі краї глазурування та ідеально підходить для трубочок, складних країв, завитків і мережив на тортах. Вона сохне дуже важко і довго не замерзає, хіба якщо зберігати в прохолодному, сухому місці, але сприйнятлива до розм'якшення і в'яне в умовах підвищеної вологості.
Марципан часто використовуються для прикраси торта, моделювання, а іноді і як покриття над тістечками, хоча помадка є кращою.
Гумова паста, також відома як квіткова паста, є їстівною, крихкий матеріал, який швидко сохне і може утворювати скульптуру на торті, так як і квіти або формовані конструкції.
Моделювання шоколаду здійснюється шоколадною пастою зробленою шляхом плавлення шоколаду і поєднуючи його з кукурудзяним сиропом, глюкозним сиропом, або золотим сиропом. Шоколад формуються в різні форми й структури, які не можуть бути легко виконані з допомогою інших м'яких їстівних матеріалів, таких як вершкова глазур, марципан, або мастика. Моделювання шоколаду може бути зробленим з білого, темного, напівсолодкого або молочного шоколаду.
Їстівна друкарська фарба також використовуються в оздобленні тортів. Після прориву в нетоксичних фарбах із друкованих матеріалів на початку 1990-х років, стало можливим друкувати зображення і фотографії на їстівних листівках для використання на тортах. Це процес створення видрукованих зображень з їстівними харчовими барвниками на різні кондитерські вироби, такі як печиво, тістечка або випічка. Конструкції, виготовлені з їстівним чорнилом можуть бути створені харчовим принтером, спеціальний пристрій, який передає зображення на тонкому їстівному папері. Їстівний папір зроблений з крохмалю і цукрів і видрукований на їстівних харчових барвниках. Спочатку введений як сервіс за спеціальностями наданими пекарнями, ця технологія може тепер використовуватися вітчизняними споживачами з використанням спеціалізованого паперу, чорнила і принтерів.

## Техніка
Прикрашання торта, як правило, включає в себе покриття його формою, замороження, а потім з допомогою декоративних цукру, цукерок, шоколаду або глазурованих прикрас, прикрасити його. Але воно, також, може бути настільки ж просто, як окроплення тонкого шару цукрової пудри або мряки глянсової ковдри глазурі поверх торта. Замороженні прикраси можуть бути зроблені або з трубочок, заморожених квітів та декоративних країв або шляхом формування цукрової пасти, помадки або марципанові квіти і фігури. Вибивати мат являє собою інструмент для прикраси торта, що створює рельєфні ефекти на вершині тортів, кексів, або аналогічних предметів. Користувач натискає мат вниз в торті тісто або глазур і малюнок рельєфного в мате передається на елемент. Тиснення килимки часто виготовляють із силіконового каучуку або подібних гнучких полімерів. як мистецтво
Це стало однією з форм унікального артистизму, і коливається від одного листкового пирога, декороване просто, щоб багатошарове 3-мірного створення в, який прикрашений їстівних стрічках з цукру. Ранні методи будівництва різання форми з торта і шматочків їх разом, щоб створити структуру були замінені преформованих сковорідкою характеру і формування пирогів з помадних і різних форм марципана. Використовуючи цю нову форму помадного артистизму слід використовувати на важкої консистенції торта. Це, однак, може бути використано на традиційній суміші торта, купленої в магазині. Fondant важче, ніж традиційний ніж поширення заморожувати. Попередньо зробили помаду, яка доступна в розділі прикрашаючи торт в магазинах мало приправи. Саморобні помадки можна зробити швидко за дуже невелику плату, і, як правило, мають кращий смак, ніж заздалегідь зробили магазин купив версію.
Чи використовує обмерзання або помаду або марципан для покриття тістечок, якщо торт має кілька шарів, то для того, щоб зберегти його від ковзання може знадобитися бути забезпечено за допомогою дюбелів, виготовлених з пластикових соломинок, чай міхура соломки, дерев'яних паличок для їжі або дерев'яного дюбеля.